# 卢卡斯·帕帕季莫斯
卢卡斯·帕帕季莫斯（羅馬化：Loukás Papadímos；1947年10月11日—），希臘經濟學家，曾任歐洲央行副行長，於2011年11月10日被任命为第181任希腊总理。

## 生平
他於1970年在麻省理工學院取得物理學學位，1972年取得電機工程碩士，1978年取得經濟學博士。
他從1975年至1984年在哥倫比亞大學教授經濟學，從1988年至1993年則在雅典大學任職。
1980年他开始担任波士顿联邦储备银行的高级经济学家。1985年任希腊银行的经济学主任，后来分别于1993与1994年升任副行长、行长，任职行长期间，希腊于2001年1月1日加入欧元区。
2002年到2010年他担任欧洲央行副行长。2010年离任后，他成为希腊总理乔治·帕潘德里欧的经济顾问。
他自1998年就成为三边委员会（一个协调欧洲、美国和日本三方经济合作的非政府性社会团体）成员。
他是雅典科学院的院士。他发表了许多有关欧盟的宏观经济、财政市场和金融政策领域的文章。此外，他对希腊债务危机也发表了一些看法。

### 希腊总理
2011年11月11日，他领导的联合政府正式成立。新内阁由中间偏左的泛希臘社會主義運動、中间偏右的新民主黨和極右的人民東正教陣線共三个政党组成。而国会中的另外两党希腊共产党和左翼聯盟由于拒绝了他的邀请而没有加入。
新政府的主要任务是允许欧盟解决希腊债务危机的方案能在国会获得通过，以及为即将于2012年2月19日举行的国会大选做好准备。卢卡斯表示他要首先确保希腊能够继续留在欧元区。

## 个人生活
他的妻子是荷兰裔的艺术家Sana Ingram，两人至今在一起生活了超过30年，无子女。

## 外部連結
- Curriculum vitae at the ECB website
- BBC Profile（页面存档备份，存于）
- Articles at Bloomberg

| 官衔                     | 官衔                          | 官衔                             |
| ------------------------ | ----------------------------- | -------------------------------- |
| 前任者： 乔治·帕潘德里欧 | 希腊总理 2011年－2012年       | 繼任者： 帕纳约蒂斯·皮克拉梅诺斯 |
| 前任者： Christian Noyer | 歐洲中央銀行副行長 2002年－2010年 | 繼任者： Vítor Constâncio        |
| 前任者： Ioannis Boutos  | 希臘銀行行長 1994年－2002年       | 繼任者： Nikolaos Garganas       |